# Vlasaíika
Vlasaíika (Vlasaiika) är en ort i Grekland.   Den ligger i prefekturen Nomós Korinthías och regionen Peloponnesos, i den sydöstra delen av landet, 60 km väster om huvudstaden Aten. Vlasaíika ligger 21 meter över havet och antalet invånare är 128.
Terrängen runt Vlasaíika är kuperad åt sydväst, men åt nordost är den platt. Havet är nära Vlasaíika åt nordost. Runt Vlasaíika är det glesbefolkat, med 15 invånare per kvadratkilometer. Närmaste större samhälle är Korinth, 13,2 km nordväst om Vlasaíika. 